# Karl Thaller

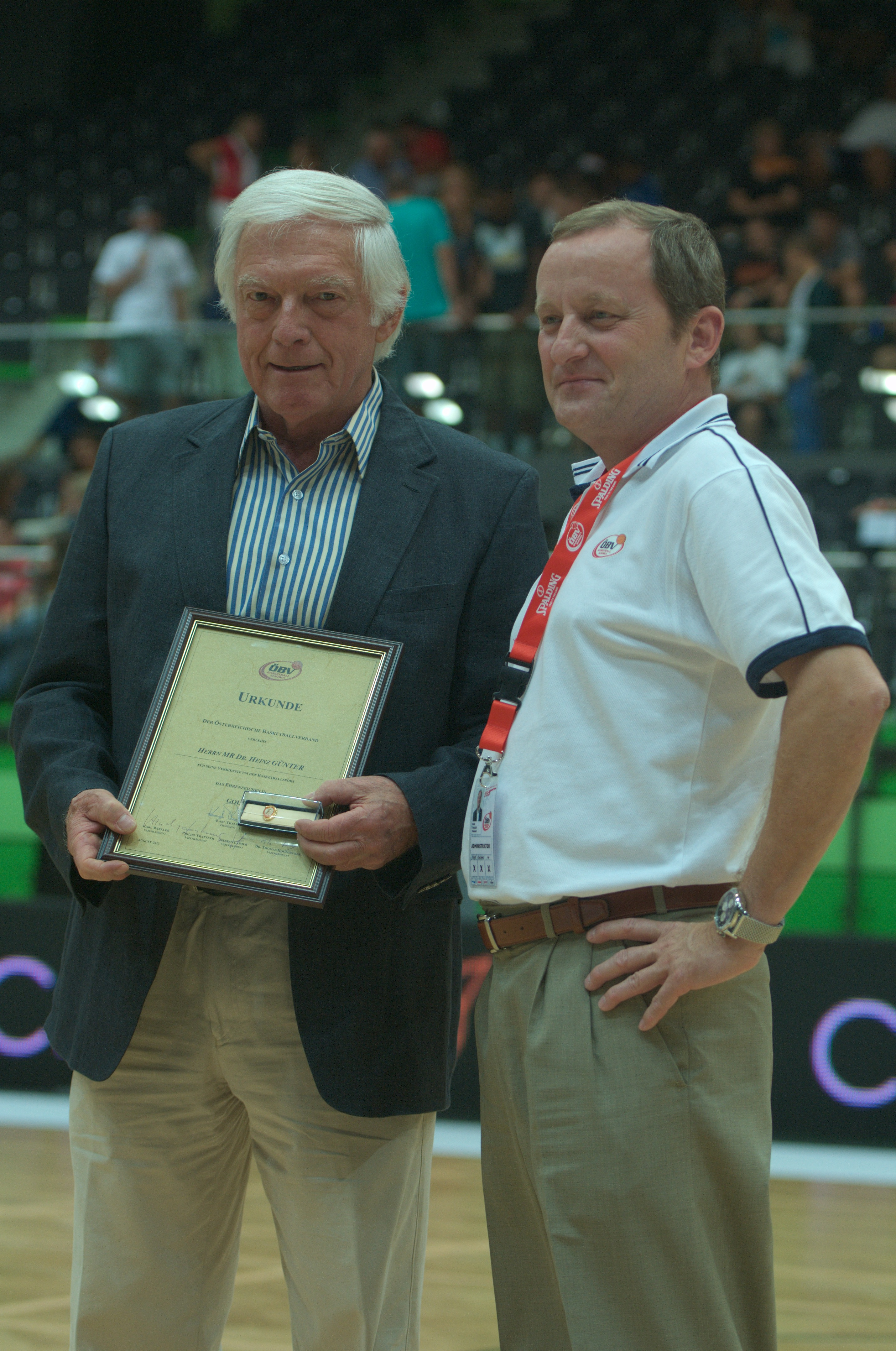
Karl Thaller (rechts) mit Heinz Günter, 2012

Karl Thaller (* 29. Dezember 1958 in Bruck an der Mur) ist ein österreichischer Basketballfunktionär.

## Leben
Thaller kam Mitte der 1980er Jahre als Assistent der Geschäftsleitung zur Montan Speditions GesmbH, später wurde er geschäftsführender Gesellschafter des Unternehmens.
Im Sommer 1997 wurde Montan Hauptsponsor des Bundesligisten Kapfenberg Basket Bears, Thaller übernahm bei dem Verein die Ämter des Präsidenten und des Obmannes. 2003 wechselte die Mannschaft ihren Namen in Superfund Bulls Kapfenberg. In Thallers Amtszeit als Vereinsvorsitzender fielen der Gewinn der Staatsmeisterschaft in den Jahren 2001, 2002, 2003 und 2004. Ihm wird unter anderem zugeschrieben, den Verein wirtschaftlich auf eine neue Stufe gehoben zu haben.
2012 gab Thaller seine Ämter in Kapfenberg ab und wurde im Mai 2012 einstimmig zum neuen Präsidenten des Österreichischen Basketballverbandes (ÖBV) gewählt. 2014 wurde er zum Finanzreferenten des europäischen Basketballverbandes FIBA Europa gewählt, im April 2015 gab er den ÖBV-Vorsitz ab, um sich auf seine Aufgaben bei der FIBA zu konzentrieren.